# Rubus multifer
Rubus multifer är en rosväxtart som beskrevs av Liberty Hyde Bailey. Rubus multifer ingår i släktet rubusar, och familjen rosväxter. Inga underarter finns listade i Catalogue of Life.